# Elżbieta Hanowerska
Elżbieta Hanowerska (ur. 22 maja 1770; zm. 10 stycznia 1840 we Frankfurcie nad Menem) – członkini Brytyjskiej Rodziny Królewskiej, siódme dziecko i trzecia córka Jerzego III Hanowerskiego. Poprzez małżeństwo z landgrafem Fryderykiem VI landgrafini Hesji-Homburg.

## Życie
Księżniczka Elżbieta urodziła się w Buckingham Palace (Londyn). Jej ojcem był panujący król Anglii, Jerzy III, najstarszy syn Fryderyka Ludwika, księcia Walii, i Augusty Sachsen-Gotha. Jej matką była królowa Charlotta, z domu księżniczka Mecklenburg-Strelitz.
Elżbieta wychowywała się bardzo chroniona przed światem zewnętrznym i większość swojego czasu spędzała z rodzicami i siostrami. Król Jerzy i królowa Charlotta byli bardzo zadowoleni z ochrony i bliskości swoich dzieci, szczególnie z córek. Jednakże, w 1812, Elżbieta przywłaszczyła sobie klasztor w Old Windsor, Berkshire jako swoją rezydencję i, 7 kwietnia 1818 roku, wyszła za mąż za Fryderyka, następcę tronu Hesji-Homburg w prywatnej kaplicy w Buckingham Palace, Westminster.
Elżbieta przeniosła się do Niemiec wraz z mężem. 20 stycznia 1820, Fryderyk odziedziczył po swoim ojcu tytuł landgrafa Hesji-Homburg. Elżbieta została landgrafinią Hesji-Homburg.
Księżniczka Elżbieta zmarła 10 stycznia 1840 roku w wieku 69 lat. Została pochowana w mauzoleum w Homburgu.

## Tytulatura
- 22 maja 1770 – 7 kwietnia 1818: Jej Królewska Wysokość Księżniczka Elżbieta
- 7 kwietnia 1818 – 20 stycznia 1820: Jej Królewska Wysokość Księżniczka Elżbieta Hesse-Homburg
- 20 stycznia 1820 – 10 stycznia 1840: Jej Królewska Wysokość Landgrafina Hesse-Homburg Elżbieta